# Ordre du Mérite militaire (France)
Pour les articles homonymes, voir Ordre du Mérite militaire.
L’ordre du Mérite militaire, créé par la loi no 57-353 du 22 mars 1957 en France, était destiné à récompenser, en temps de paix, les activités volontaires des cadres réservistes, dans l’instruction des Réserves et la préparation de la défense nationale. Il pouvait également être décerné aux cadres d'active participant à l'instruction des réserves en dehors de leur emploi habituel.

## Description
Cet ordre remplaça la croix des services militaires volontaires (dont il reprit le dessin) créée en 1934. Après le placement en extinction de l'ordre à partir de 1964, remplacé par l'ordre national du Mérite, une nouvelle médaille des services militaires volontaires voit le jour en 1975.
L'ordre comportait trois classes : chevalier, officier et commandeur. La croix de chevalier était en argent, celle d'officier était en vermeil. La croix de commandeur était en or avec les branches émaillées de bleu et une bélière de feuilles de laurier.
Cet ordre ministériel fait l'objet d'un arrêt d'attribution ou de promotion depuis le 1er janvier 1964, mais les titulaires actuels survivants des grades de cet ordre continuent à jouir des prérogatives y étant attachées.

## Grades
| Chevalier | Officier | Commandeur |
| --------- | -------- | ---------- |
|           |          |            |
|           |          |            |